# 255 Oppavia
Oppavia (asteroide 255) é um asteroide da cintura principal com um diâmetro de 57,4 quilómetros, a 2,5244798 UA. Possui uma excentricidade de 0,0804094 e um período orbital de 1 661,33 dias (4,55 anos).
Oppavia tem uma velocidade orbital média de 17,97645511 km/s e uma inclinação de 9,48549º.
Este asteroide foi descoberto em 31 de Março de 1886 por Johann Palisa.